# Merostachys
Merostachys är ett släkte av gräs. Merostachys ingår i familjen gräs.

## Dottertaxa tillMerostachys, i alfabetisk ordning[1]
- Merostachys abadiana
- Merostachys annulifera
- Merostachys argentea
- Merostachys argyronema
- Merostachys bifurcata
- Merostachys brevigluma
- Merostachys brevispica
- Merostachys burmanii
- Merostachys calderoniana
- Merostachys caucaiana
- Merostachys ciliata
- Merostachys claussenii
- Merostachys exserta
- Merostachys filgueirasii
- Merostachys fimbriata
- Merostachys fischeriana
- Merostachys fistulosa
- Merostachys glauca
- Merostachys kleinii
- Merostachys kunthii
- Merostachys lanata
- Merostachys latifolia
- Merostachys leptophylla
- Merostachys magellanica
- Merostachys magnispicula
- Merostachys maguireorum
- Merostachys medullosa
- Merostachys multiramea
- Merostachys neesii
- Merostachys pauciflora
- Merostachys petiolata
- Merostachys pilifera
- Merostachys pluriflora
- Merostachys polyantha
- Merostachys procerrima
- Merostachys ramosissima
- Merostachys retrorsa
- Merostachys riedeliana
- Merostachys rondoniensis
- Merostachys scandens
- Merostachys skvortzovii
- Merostachys sparsiflora
- Merostachys speciosa
- Merostachys ternata
- Merostachys vestita